# 瓦拉什
瓦拉什（烏克蘭語：Вараш，發音：[ʋɐˈraʃ] ⓘ）是乌克兰西北部羅夫諾州瓦拉什区瓦拉什市镇内的城市，为该区及该市镇的行政中心，2020年7月18日前为该州的州辖市。該市位於斯特里河右岸，面積11.31平方公里，海拔高度167米，2022年人口数量为41,711人。羅夫諾核電廠位于该市。

## 城市名称
1977年3月15日，根据乌克兰苏维埃社会主义共和国最高苏维埃主席团的法令，该地更名为庫茲涅佐夫斯克（烏克蘭語：Кузнецовськ，羅馬化：Kuznetsovsk）。
2016年6月3日，乌克兰最高拉达根据去共产化法令恢復城市原名。

## 图集

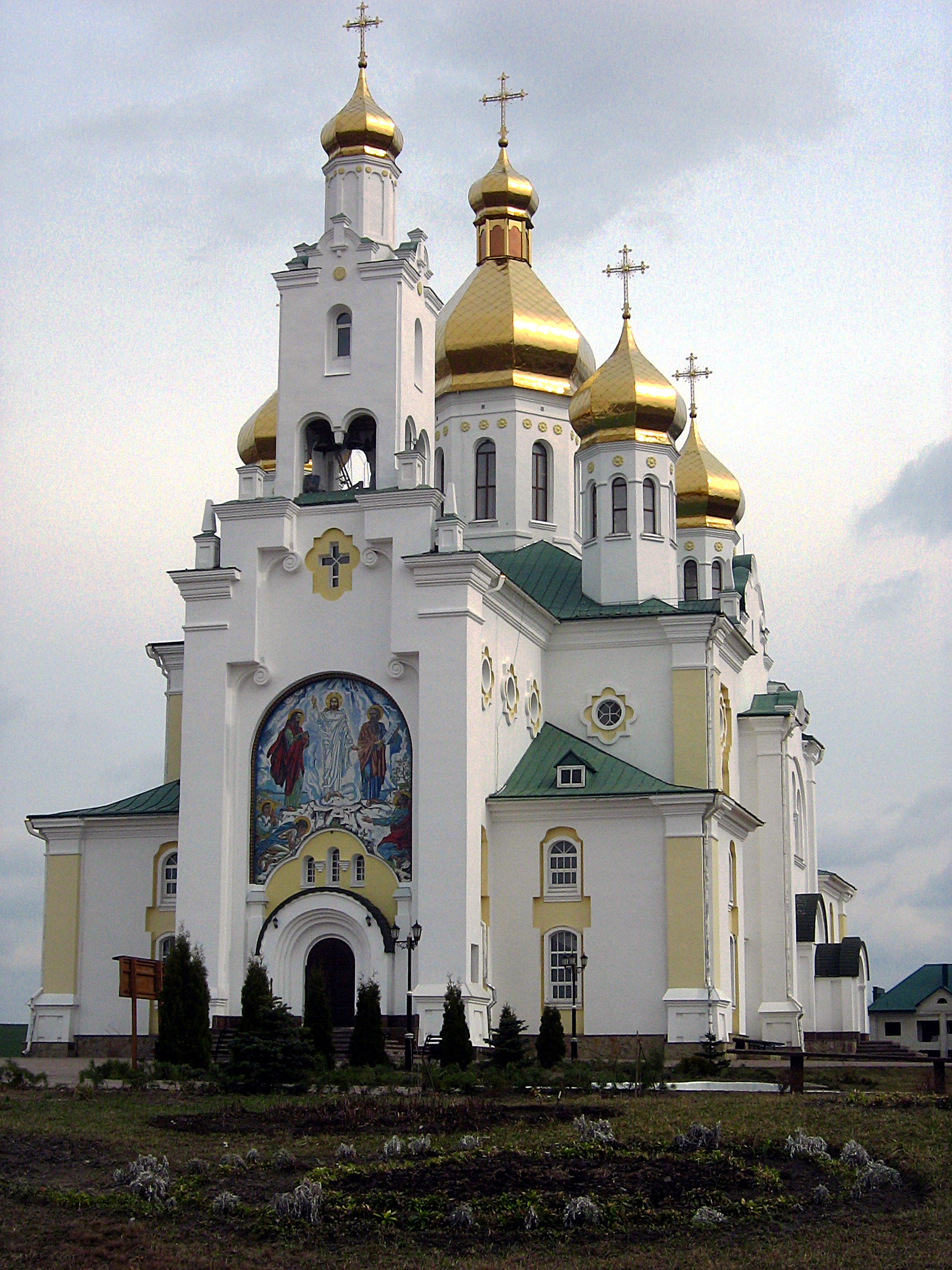
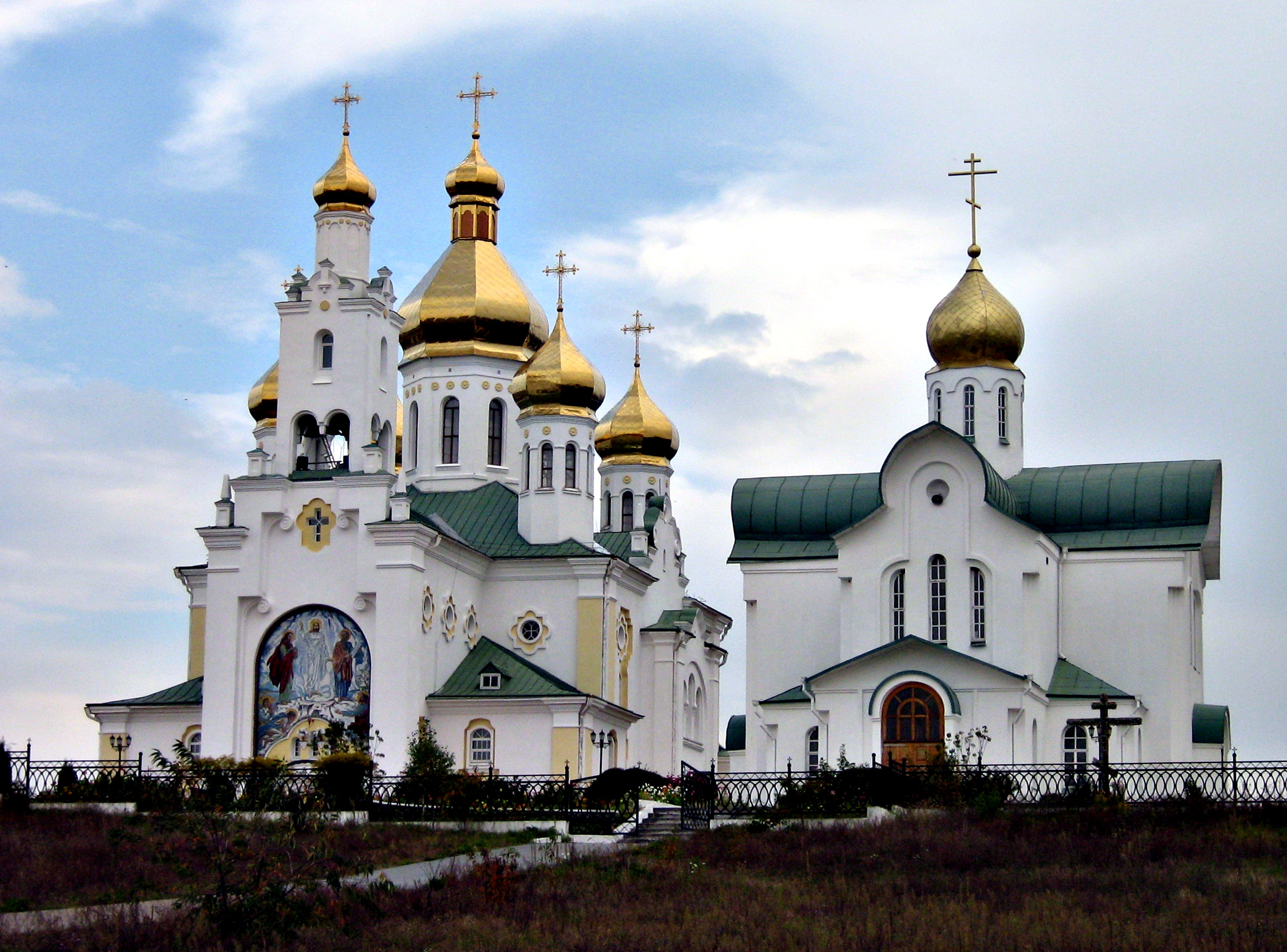
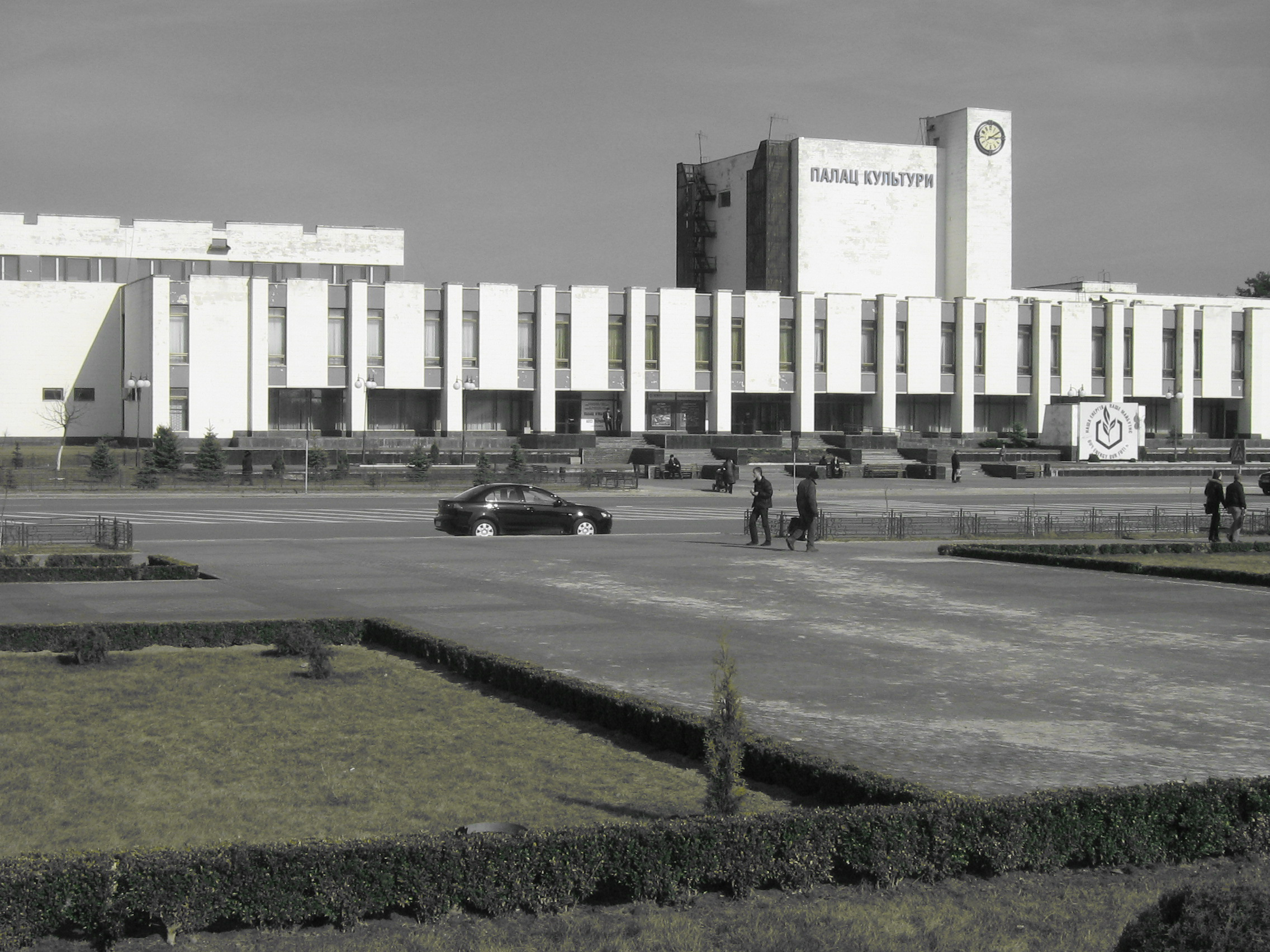
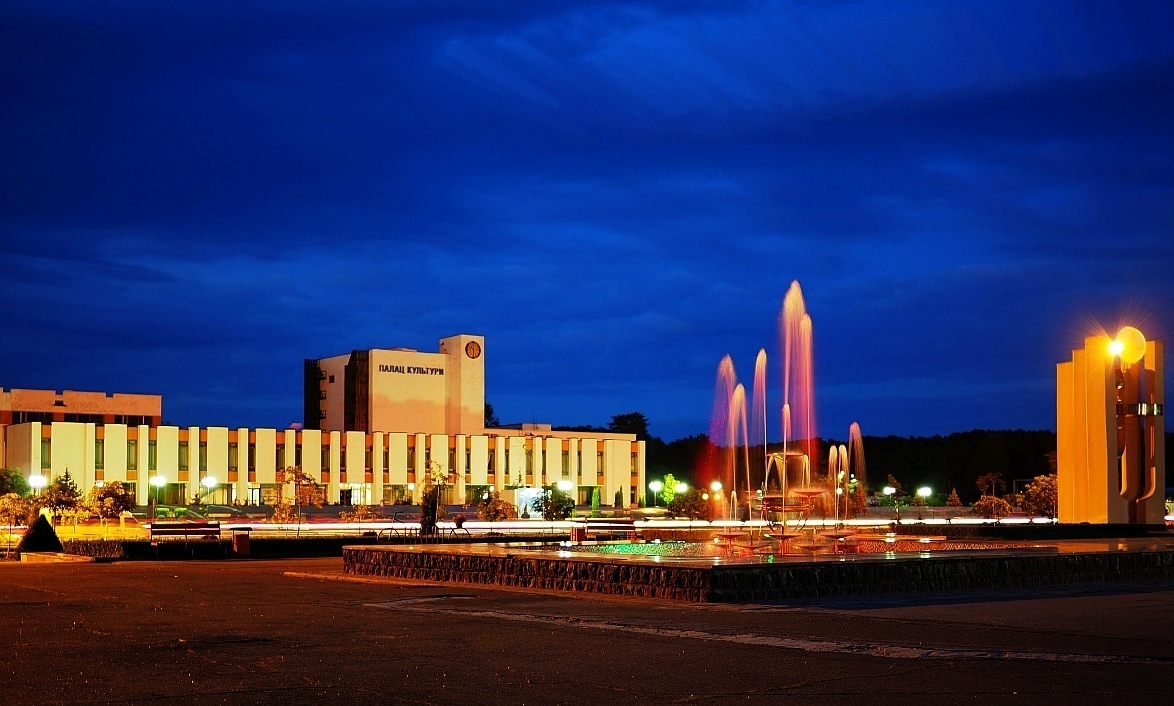
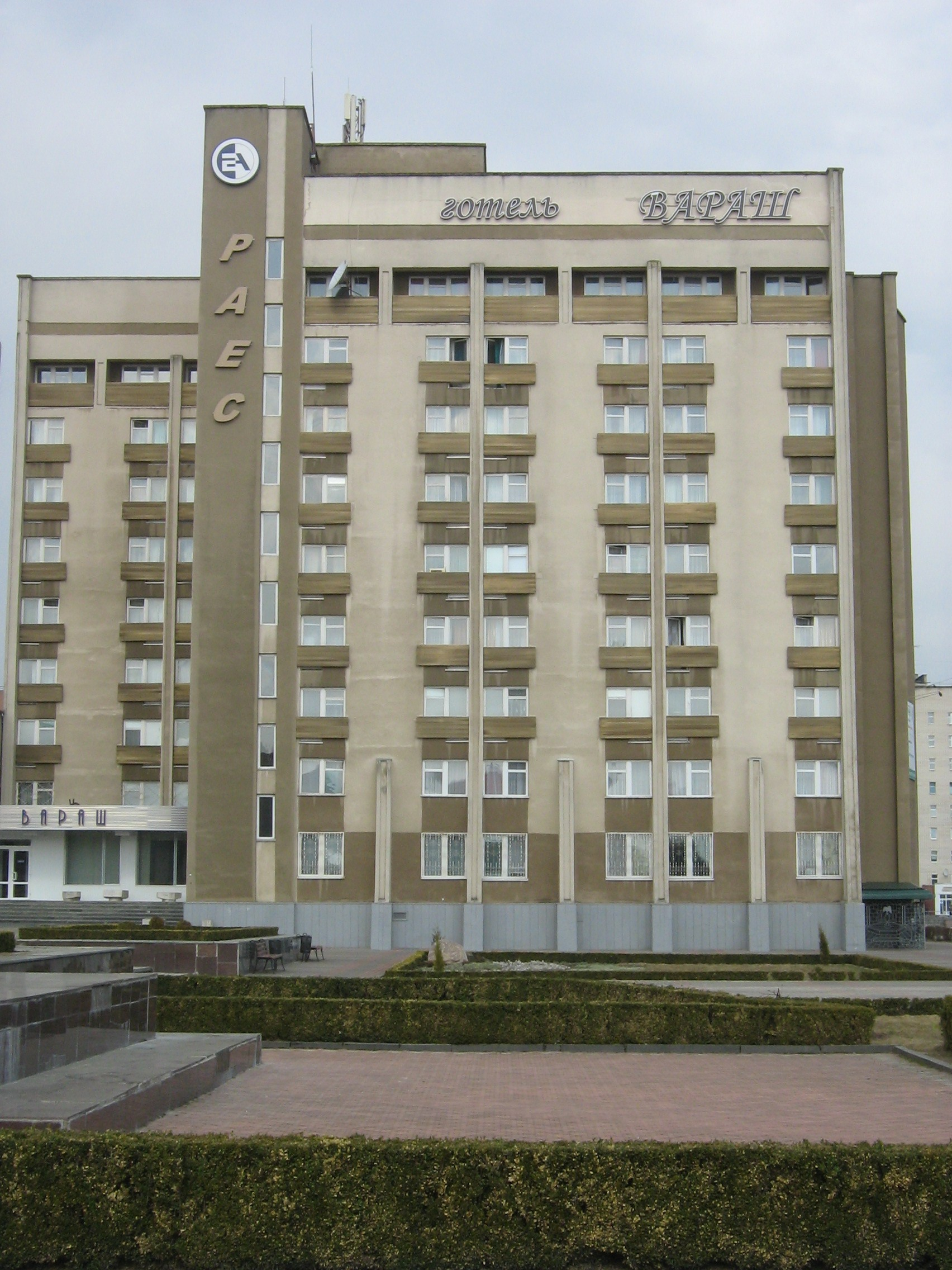
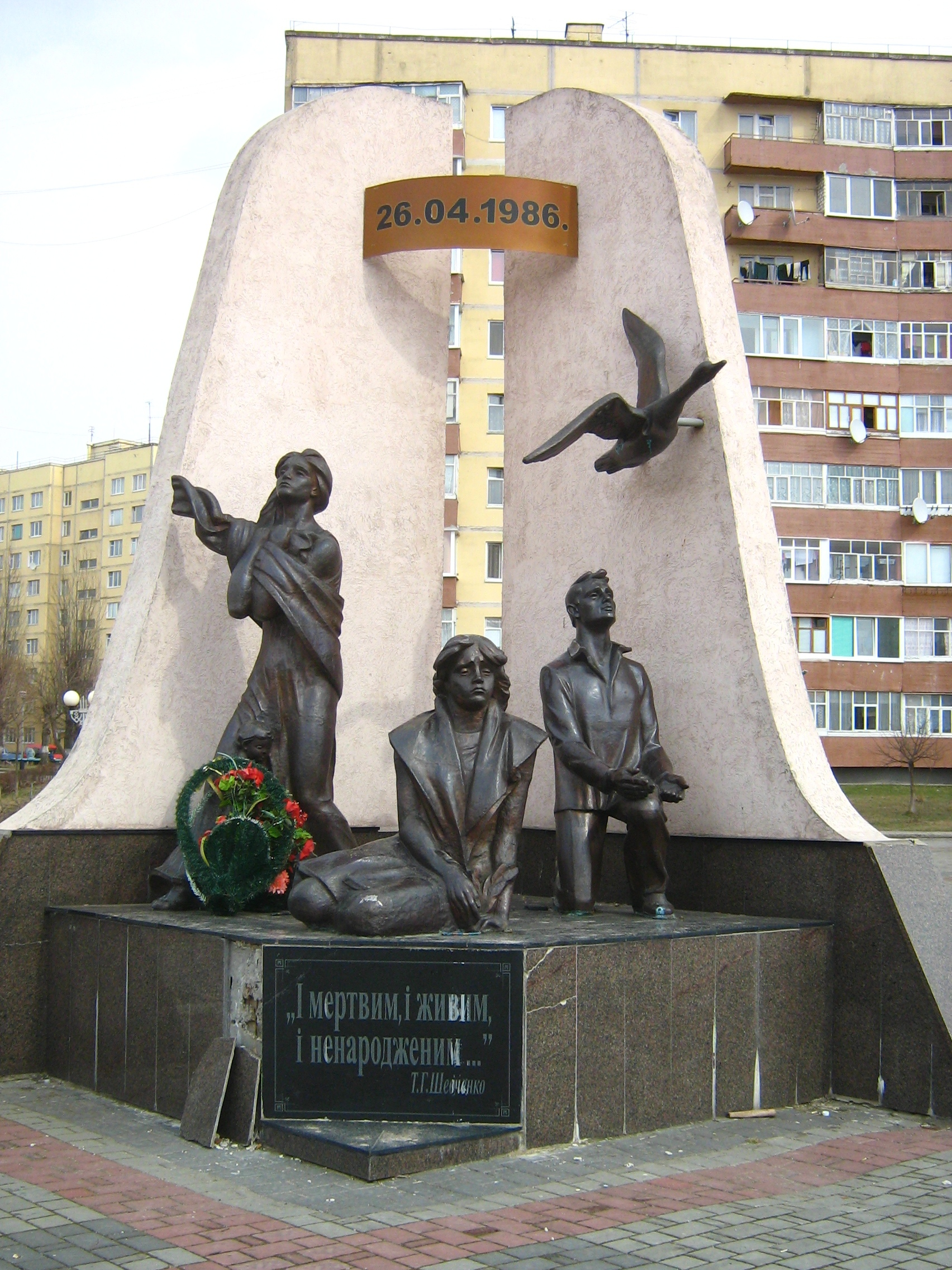
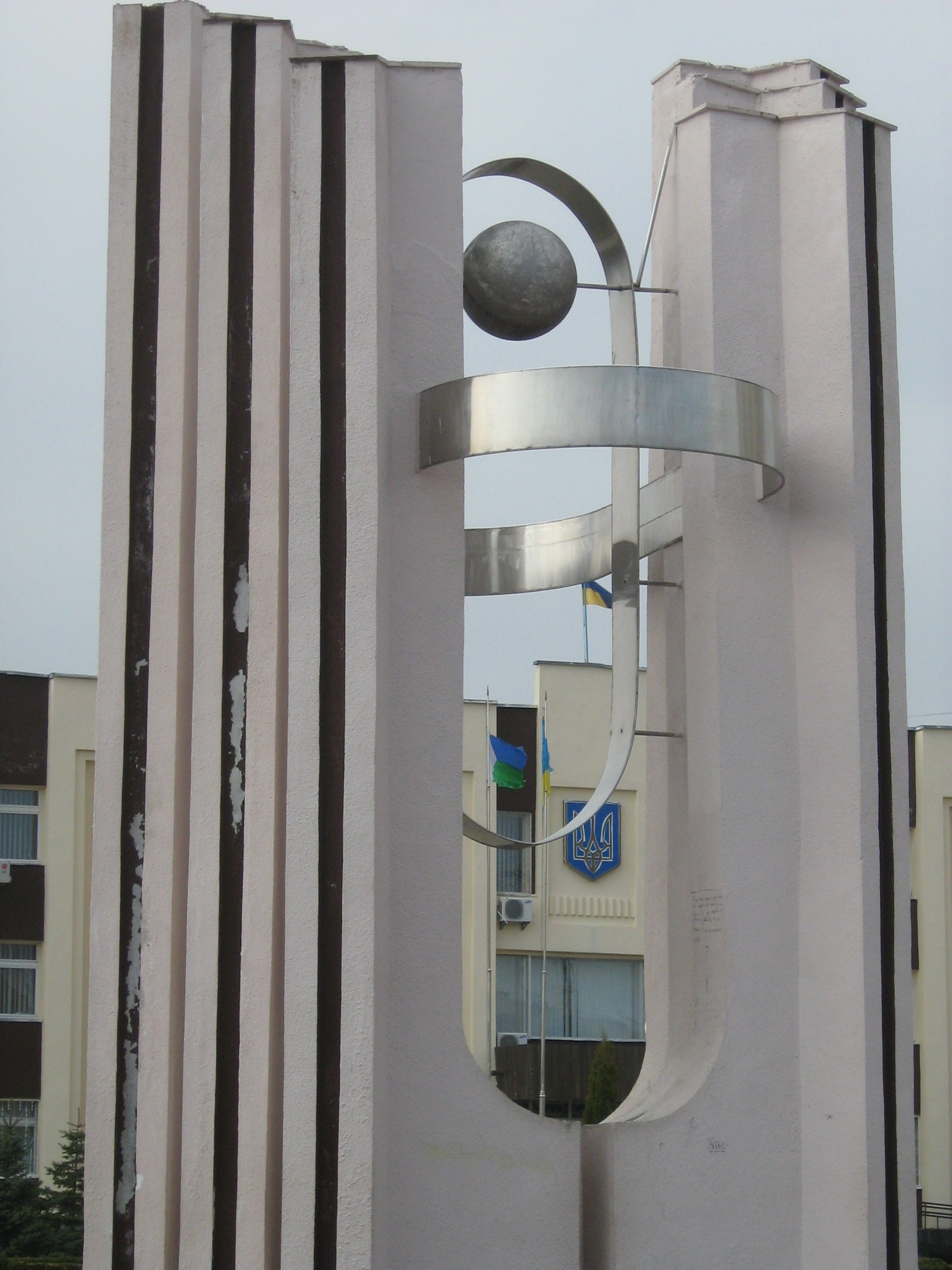